# Nils Einar Eriksson

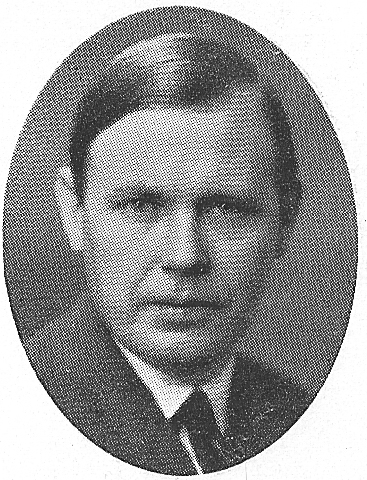
Nils Einar Eriksson

Nils Einar Eriksson, född 10 juli 1899 i Solna, död 9 februari 1978 i Karl Johans församling i Göteborg, var en svensk funkisarkitekt, den som bland annat ritade Göteborgs konserthus.

## Biografi

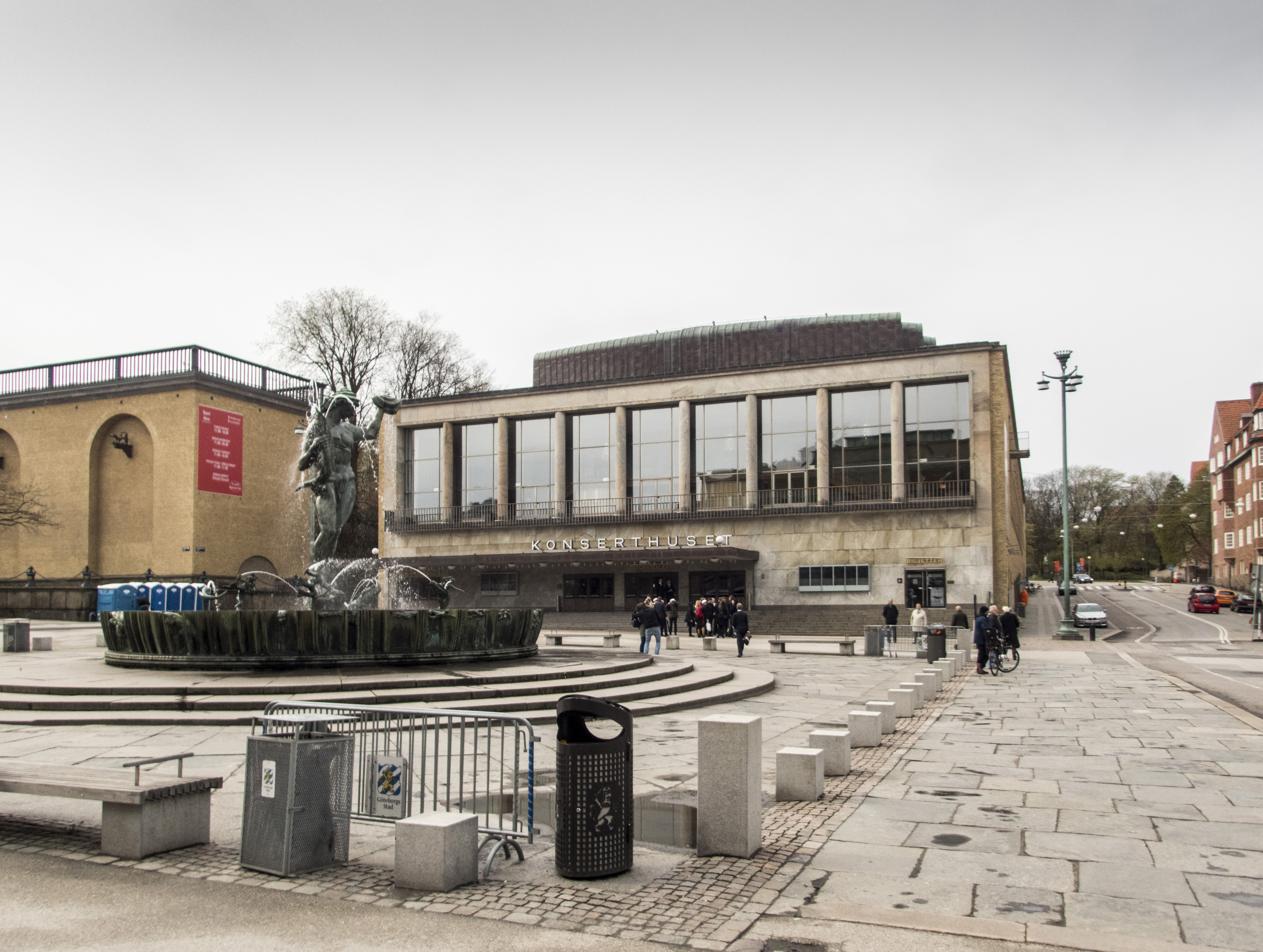
Göteborgs konserthus

Nils Einar Eriksson tog arkitektexamen vid Kungliga Tekniska Högskolan (KTH) 1922 och vid Kungliga Konsthögskolan (KKH) 1925. Åren 1918–1919 var han anställd hos Carl Åkerblad och därefter tre år hos Cyrillus Johansson och hos Hakon Ahlberg 1924.
Han erhöll statens stipendium för arkitekter vilket föranledde två års studieresor till bland annat Italien, Grekland och Tunisien. Han bodde ett år i Frankrike och under tiden utarbetade han förslaget till Nationernas Förbunds hus i Genève vilket 1927 belönades med första pris.
Vid hemkomsten kontaktades han av Gunnar Asplund och blev hans medarbetare med Stockholmsutställningen 1930. Mellan 1930 och 1932 bedrev han egen verksamhet i huvudstaden varefter kontoret flyttades till Göteborg.
Han deltog och vann tävlingen om Göteborgs konserthus som invigdes 1935. Konserthuset blev hyllat och världsberömt framförallt för den goda akustiken.
Eriksson var medlem av Ingenjörsvetenskapsakademin och Konstakademin. 1975 promoverades han till teknologie hedersdoktor vid Chalmers tekniska högskola. Nils Einar Eriksson är begravd på Östra kyrkogården i Göteborg.

## Byggnader i urval[4]
- Stadshuset i Säffle (1954)

### Göteborg
- Göteborgs konserthus (1935)
- Thulehuset vid Östra Hamngatan/Norra Hamngatan (1937)
- Centrumhuset vid Östra Hamngatan (1938)
- Västra Hamngatan 1 ombyggnad av fasad (1938)
- Svenska Mässan (1939)
- Götaälvbron (1939)
- Västra Torpa (1948–1952) med Erik Ragndal
- Folkets Hus vid Järntorget (1949)
- Park Avenue Hotel (1950)
- Guldhedens vattentorn (1953)
- Biografen Draken (1956)
- Dansrestaurang Vågen vid Järntorget i Göteborg (1956)
- Höghusen på Föreningsgatan 4 & 8:a samt Övre Fogelbergsgatan 3 (1959)
- Kungsgatan 20–22 (1965)

### Stockholm
- Tidens hus, Sveavägen 68, tillsammans med Sten Westholm (1929)
- Kvarteret Gräset (1931)[5]
- Sollidenscenen på Skansen (1938)
- Kvarteret Bisvärmen (1942–1944)
- Folksamhuset vid Skanstull, tillsammans med Yngve Tegnér (1959–1960)
- Skandiahuset vid Sveavägen 20 (1967)

## Galleri i urval

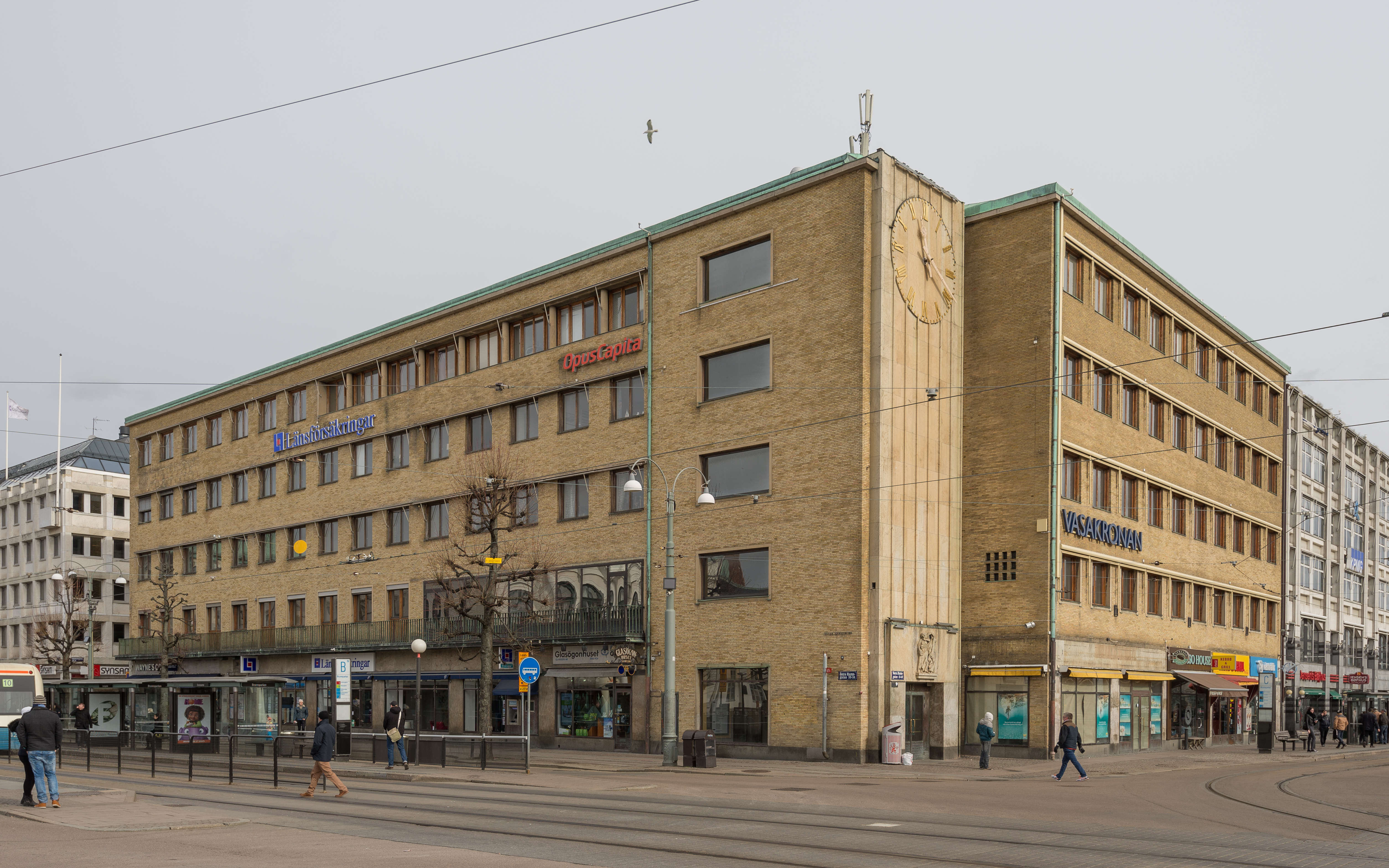
Thulehuset i Göteborg.
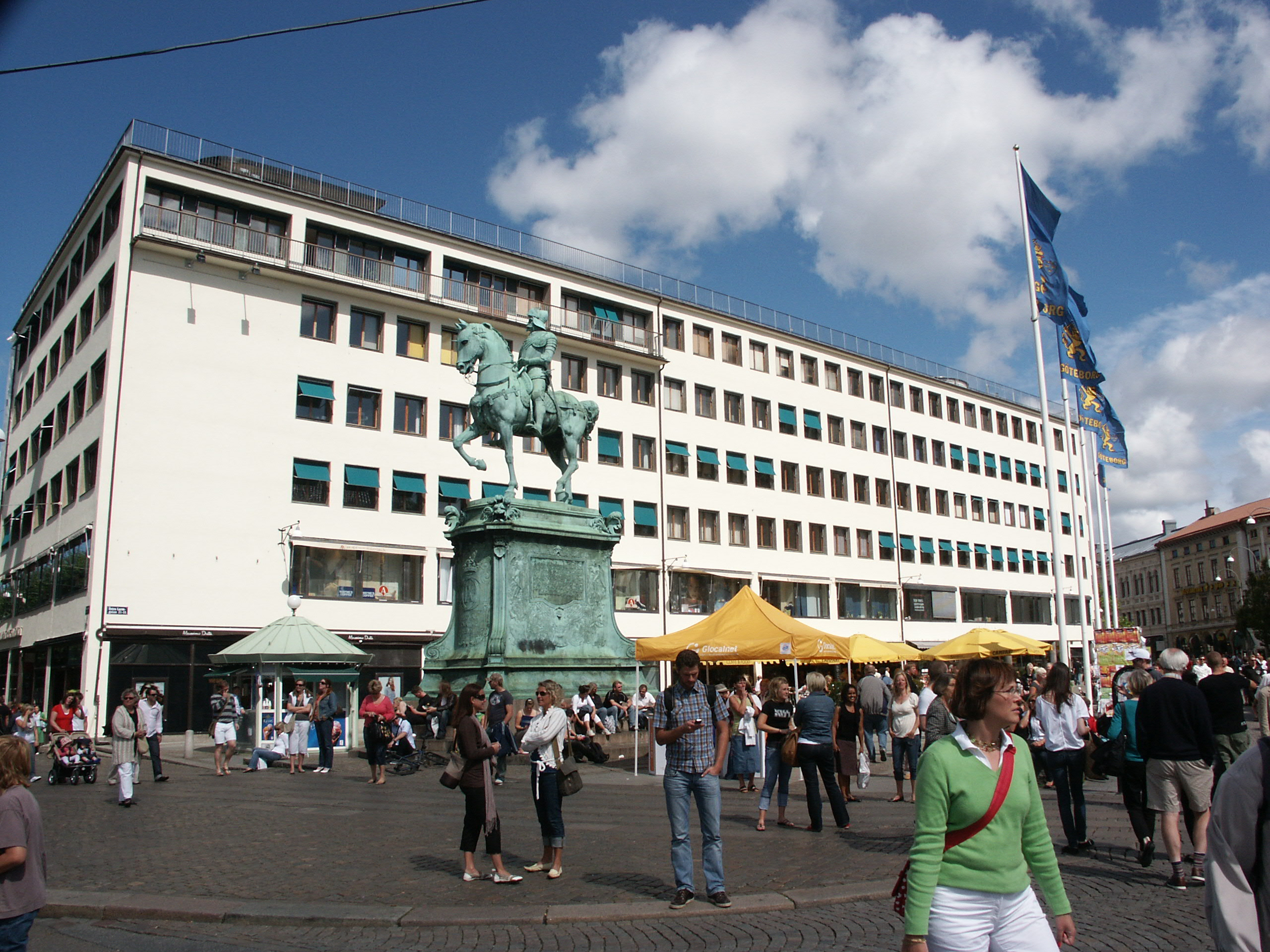
Centrumhuset i Göteborg
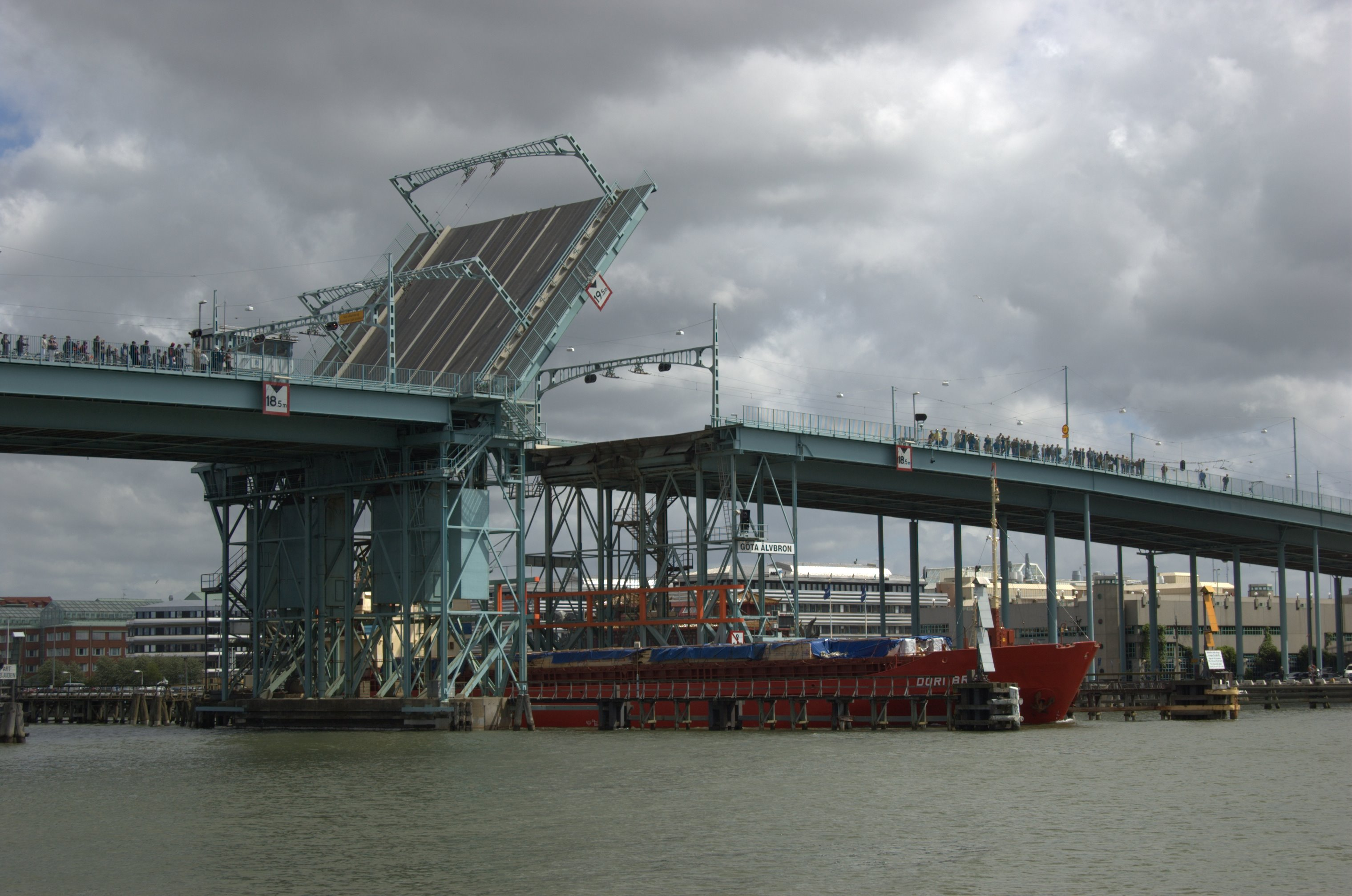
Götaälvbron i Göteborg
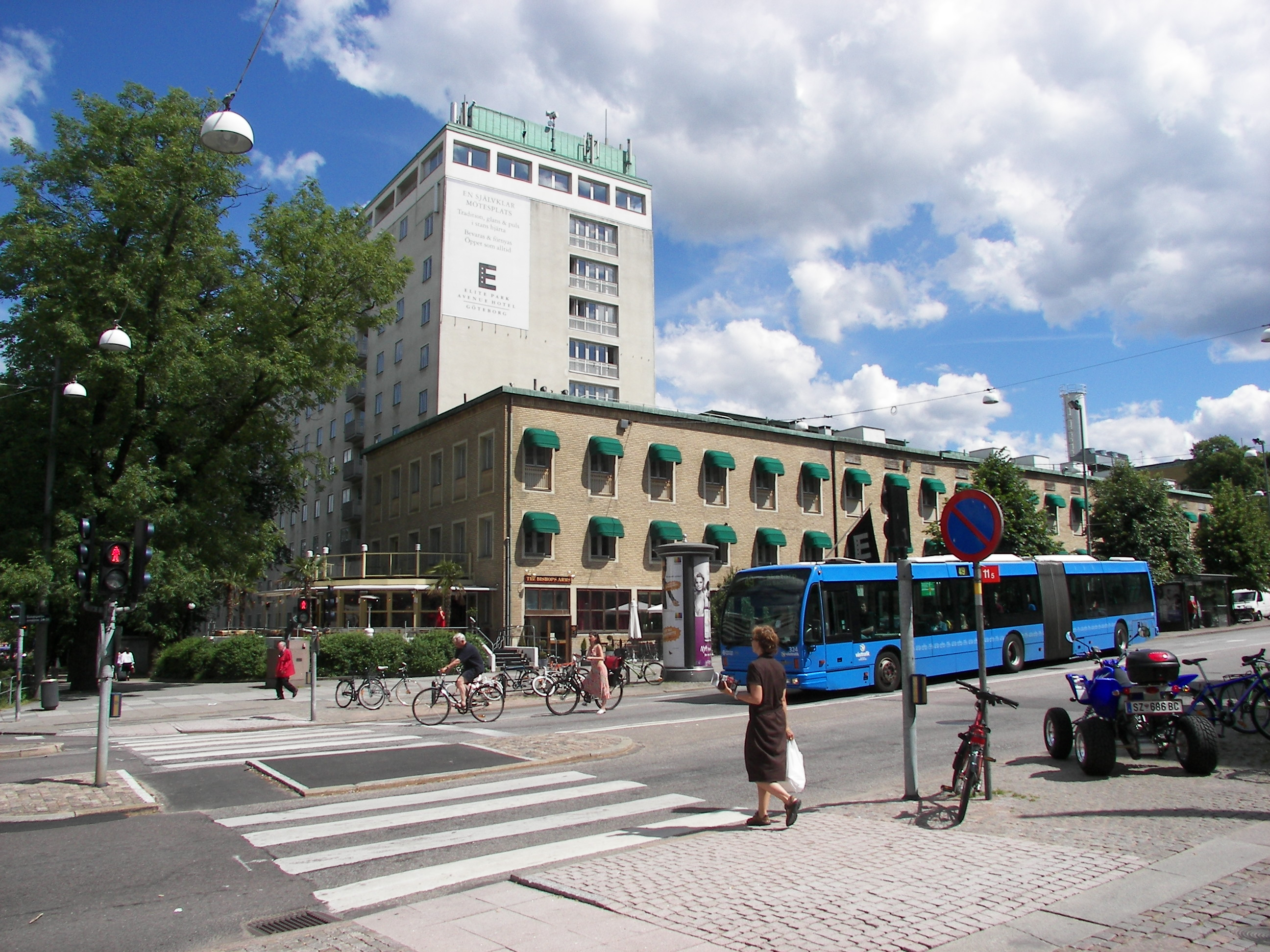
Hotell Park Avenue i Göteborg
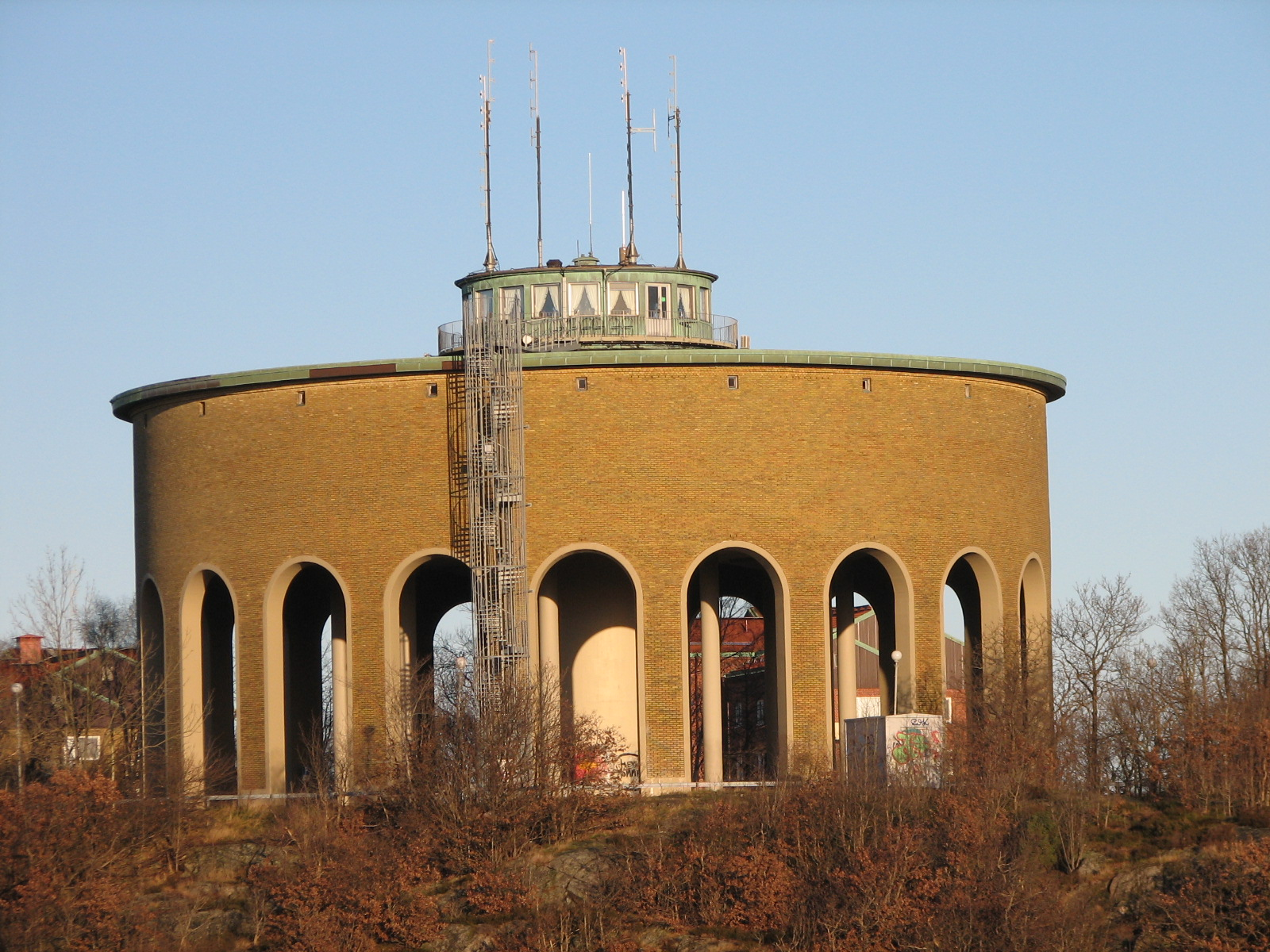
Guldhedens vattentorn
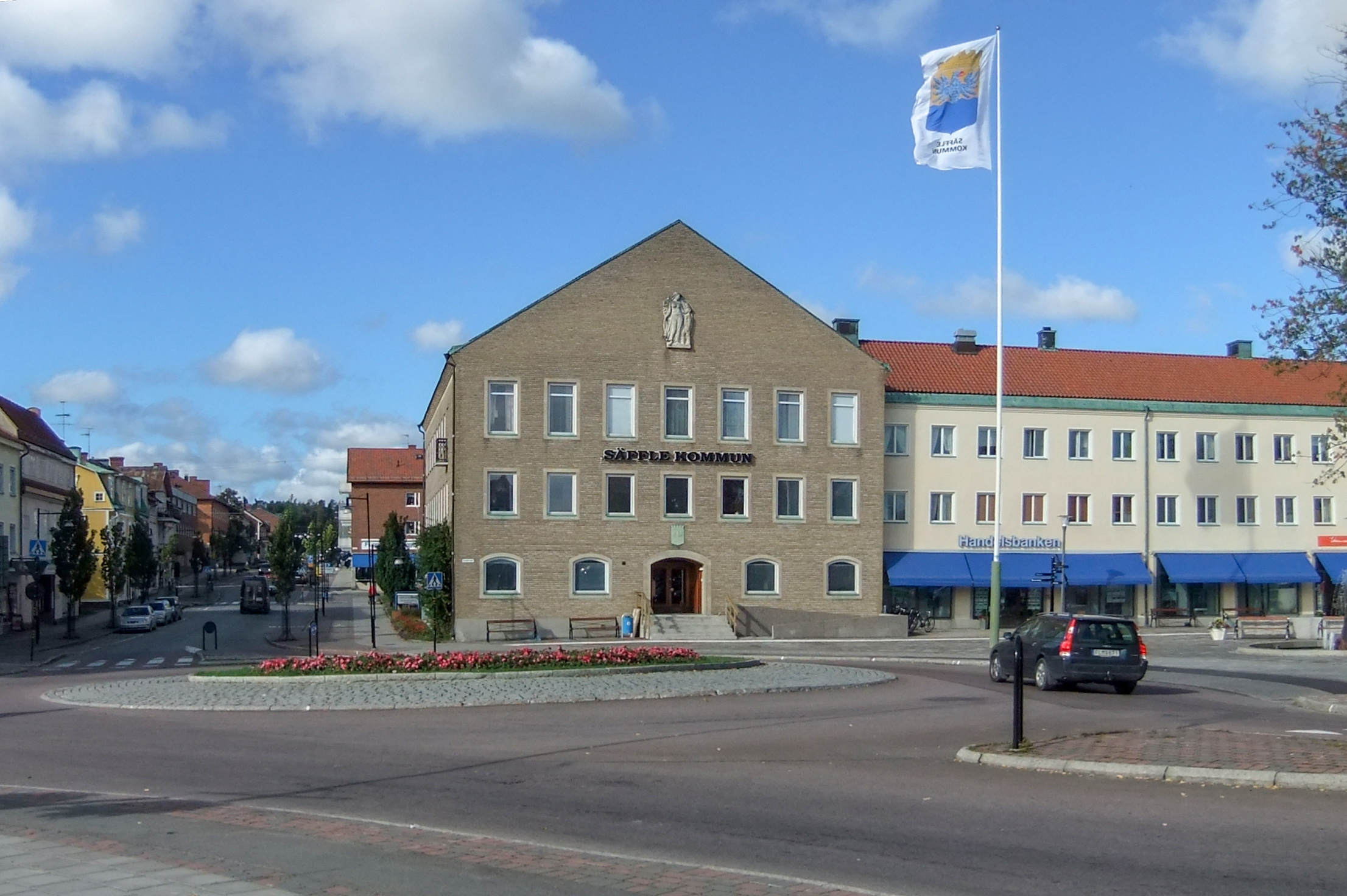
Stadshuset i Säffle
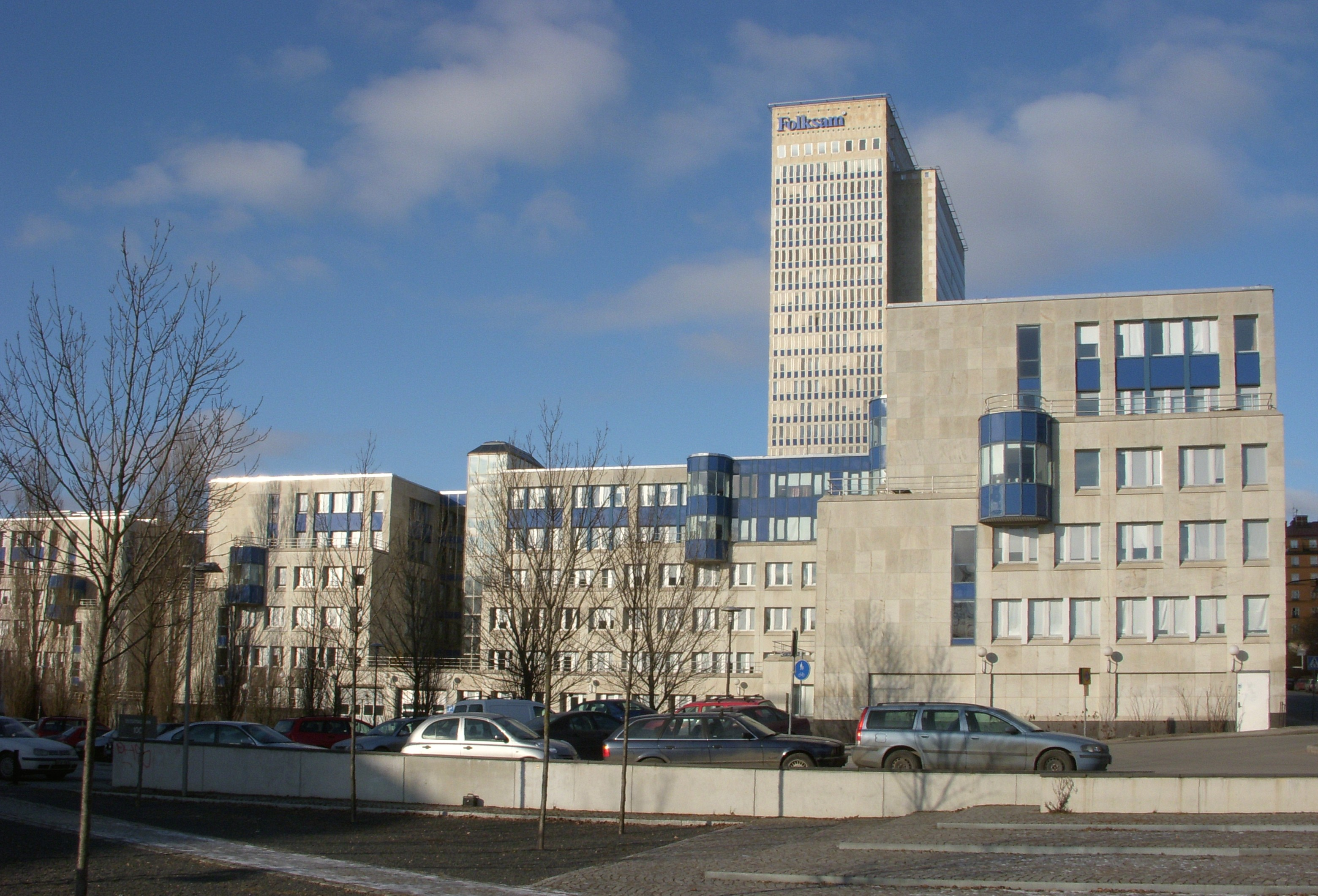
Folksamhuset i Stockholm
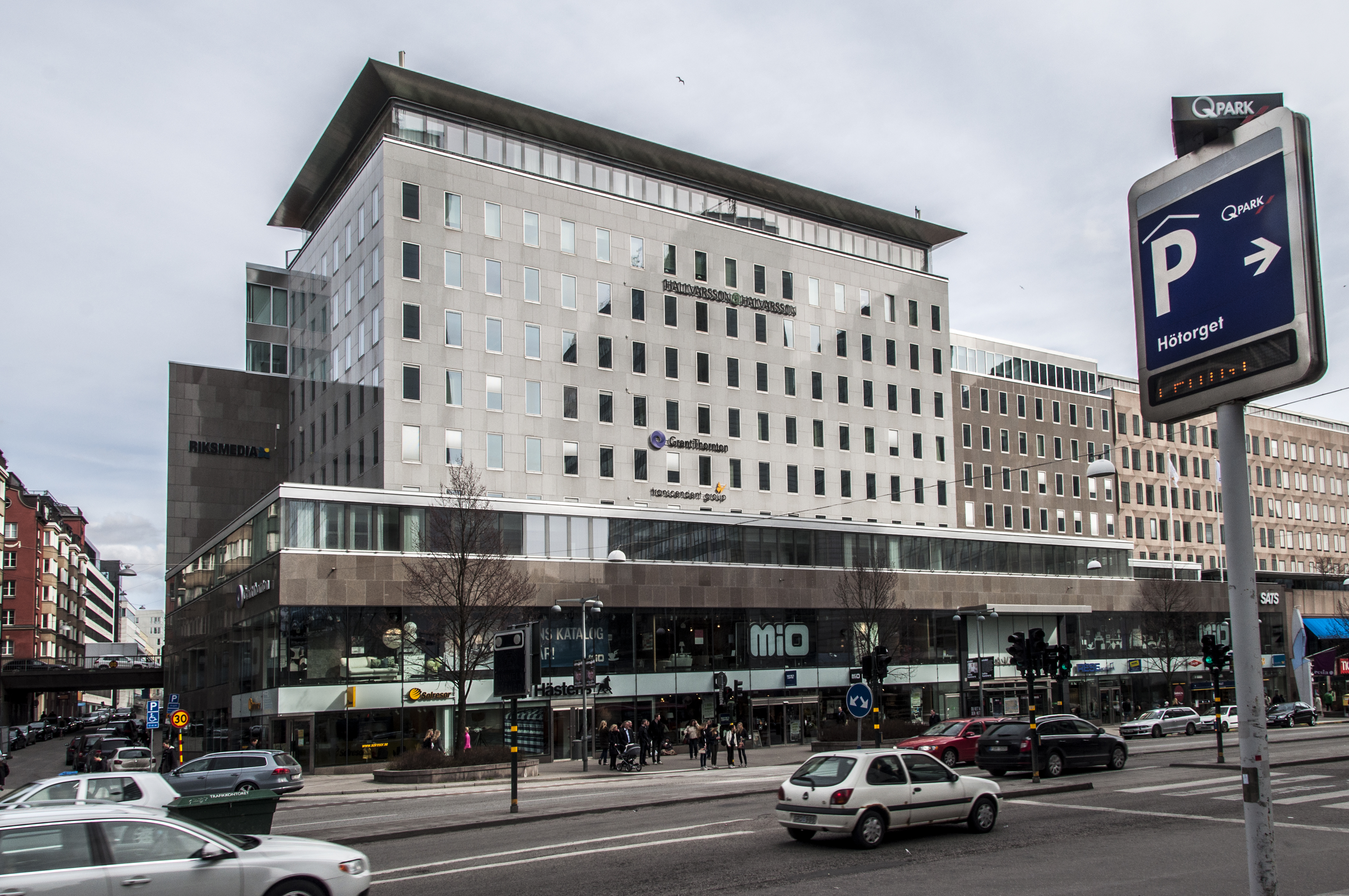
Hus för Skandia i Stockholm